# Ebena

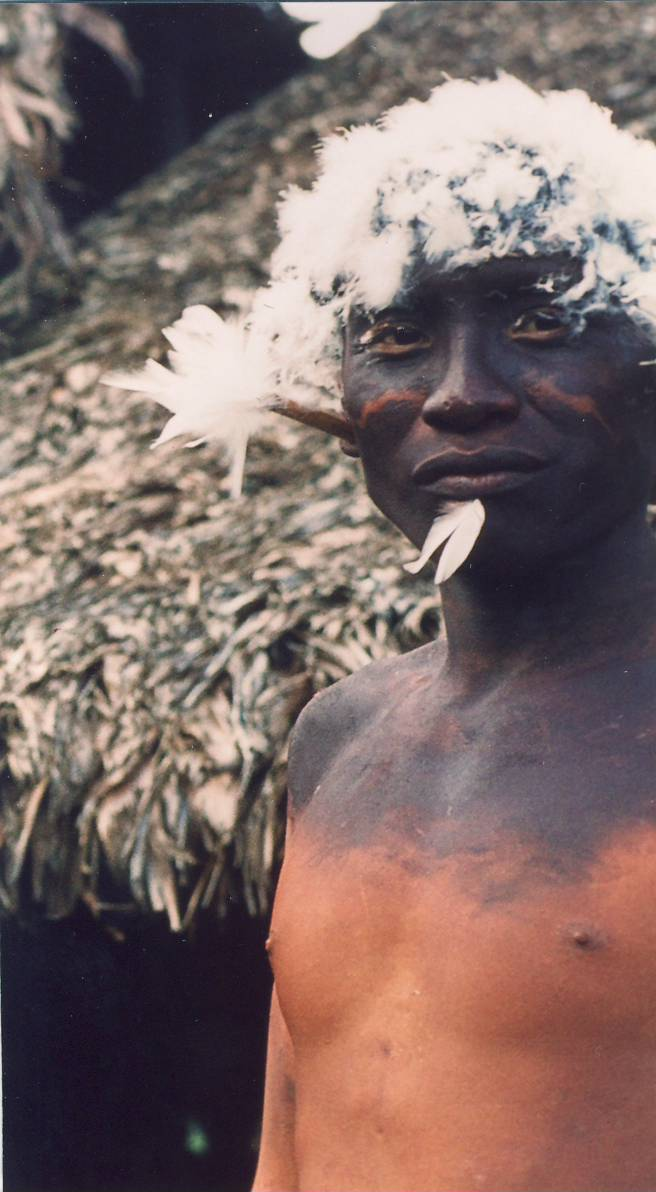
Waika (Yanoama)-Indianer

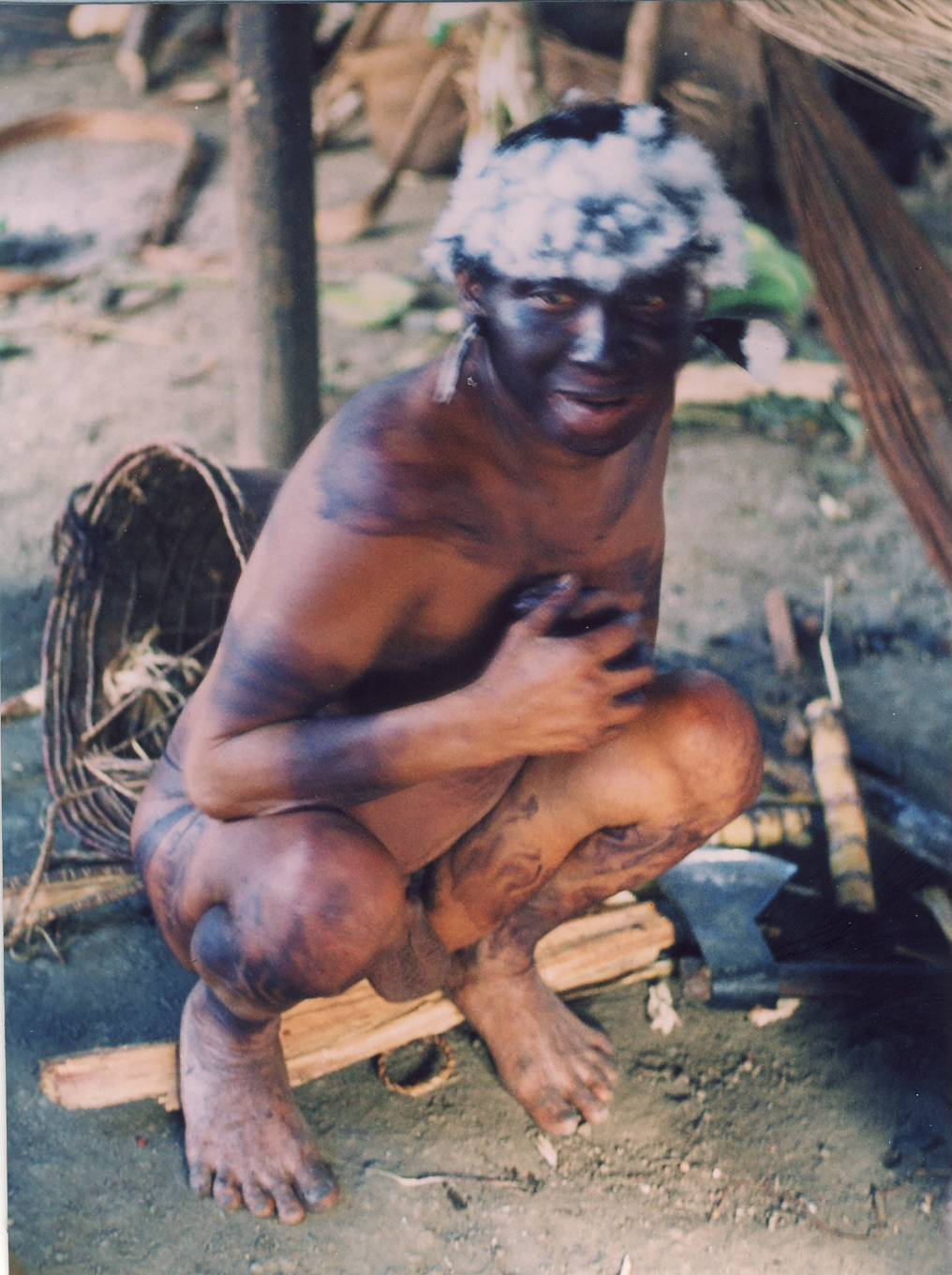
Waika (Yanoama)-Indianer

Ebena (auch Epená) ist die halluzinogene Droge der Waika.

## Übersicht
Die Verwendung von halluzinogenen Drogen ist bei den südamerikanischen Indianern weit verbreitet und hat wahrscheinlich eine mehrere Jahrtausende lange Tradition, wie Gräberfunde aus Peru und Chile vermuten lassen. Die Droge wird ausschließlich in Pulverform über die Nase aufgenommen.

## Bezeichnung
Die Bezeichnung Ebena oder Epena wird ausschließlich von den Stämmen der Yanomami verwendet. Die anderen Stämme bezeichnen sie mit Yopo, ein Begriff der Arawak-Indianer.
Weitere Bezeichnungen für die Droge sind „Parica“ und „Cohoba“.

## Herstellung
Wichtigster Bestandteil von Ebena sind die Früchte des Hülsenfrüchtlers Anadenanthera peregrina, der im ganzen Amazonasgebiet verbreitet ist. Bereits Alexander von Humboldt hat dies auf seiner bedeutenden Südamerikareise herausgefunden und sie als Acacia niopo bezeichnet. Wirkstoffe sind Derivate des Tryptamins wie Dimethyltryptamin und Bufotenin und auch kleine Anteile von Beta-Carbolinen.
Die Bohnen aus den Schoten werden über Feuer getrocknet und geröstet und zu einer etwa 15 cm großen Rolle zusammengepresst. In Blätter verpackt kann sie einige Zeit aufbewahrt oder unter der Bezeichnung Parata als Tauschware verwendet werden. Um die Wirkung der Droge zu erhöhen, werden noch andere Substanzen beigemengt: etwa die Rinde eines großen Baumes (Njakoama), dessen Innenschicht geraspelt und ebenfalls über Feuer geröstet wird. Und schließlich zerkleinert man die Rinde einer weiteren Baumart und verbrennt sie zu Asche. All dies wird zusammengemischt und mit Spucke zu einer festen Paste geknetet. Auch sie wird wieder über Feuer getrocknet  und anschließend mit einem Reibstein zu dem gebrauchsfertigen Pulver zerrieben. In diesem Zustand kann Ebena nur relativ kurze Zeit aufbewahrt werden, da es mit der Zeit seine Wirksamkeit verliert. Anstelle von Pflanzenasche wird auch aus Schneckenhäusern hergestellter  gelöschter Kalk zur Alkalisierung und damit Freisetzung der Alkaloide, die als Basen gut durch Schleimhäute diffundieren können.

## Wirkung
Die Droge wird nur von Männern eingenommen. Bei den Waika, die zur großen Gruppe der  Yanoama gehören, setzen sich zwei einander gegenüber und blasen sich abwechselnd das Pulver mittels eines etwa einen Meter langen Rohrs in die Nasen. Andere südamerikanischen Stämme verwenden dazu ein Schnupfbesteck, das in die Nase eingeführt wird. Das gegenseitige Einblasen der Droge erfolgt so lange, bis sich die gewünschte Wirkung einstellt.
Zunächst werden die Schleimhäute stark gereizt, was zu einer außerordentlich starken Sekretion von Nasensekret und Speichel führt. Daran anschließend erfolgt eine starke motorische Erregung und das Auftreten von Halluzinationen durch das Bufotenin. Im Drogenrausch entsteht ein Gefühl von körperlicher Übergröße und Kraft, was zu hohen Sprüngen und unartikulierten Schreien führt. In diesem Zustand hören die Indianer ihren Angaben nach auch die Stimmen der Geister von Pflanzen und Tieren und treten mit ihnen in eine Art Wechselgesang.
Nach dieser Überreizung der physischen und psychischen Kräfte erfolgt eine gewisse Abgeschlagenheit und bei Erstkonsumenten zuweilen Erbrechen oder es kommt sogar zu Ohnmachtsanfällen. Üblicherweise verwenden die Yanomama Ebena nur zu bestimmten Gelegenheiten wie z. B. bei Besuchen befreundeter Stämme oder bei bestimmten Zeremonien. Unerlässlich ist Ebena aber für den Schamanen bei Krankenheilungen. Mit seiner Hilfe kann er mit den Geistern in Verbindung treten und die krank machenden vertreiben.

## Rechtslage
In Deutschland unterliegt Ebena nicht dem BtMG.